# Telenor
Telenor es una compañía telefónica noruega que cotiza en el OBX Index de la Bolsa de Oslo.
La empresa se fundó en 1855 como Telegrafverket, cambió su nombre en 1969 a "Televerket" y se rebautizó de nuevo en 1994 con su nombre actual, cuando fue reestructurada como empresa pública. Telenor contó hasta 1998 con el monopolio de los servicios de comunicación para clientes privados en Noruega. Desde diciembre cotiza en la bolsa. 
Telenor da empleo a 23.400 trabajadores, 12.400 de ellos fuera de Noruega. En 2006 el valor bursátil de la empresa ascendió a 125 miles de millones de coronas noruegas (aprox. 17,4 miles de millones de euros).

## Telefonía móvil
Los primeros servicios de telefonía se ofrecieron en Noruega en 1996. El sistema nórdico NMT se introdujo en 1981, y n 1993 el sistema diginal GSM. Desde 2004 también está disponible la red UMTS para el uso comercial.
El 31 de octubre de 2005 Telenor adquirió Vodafone Sverige AB, la filial sueca del competidor Vodafone. El 20 de abril de 2006 también se renombró la red en Suecia a Telenor.
Telenor es, con 74,5 millones de clientes uno de los mayores operadores de telefonía móvil del mundo.

## Participaciones internacionales
Listado de las actividades de telefonía móvil de Telenor:
- Noruega: Telenor
- Suecia: Telenor
- Dinamarca: Telenor Danmark, hasta el verano de 2009 bajo las marcas Sonofon (telefonía móvil) y Cybercity (acceso a Internet). Además: Tele2 Danmark y CBB (telefonía móvil)
- Bulgaria: hasta noviembre de 2014 bajo la marca Globul y cambiar con la marca Telenor Bulgaria
- Serbia: Telenor
- Hungría: Pannon
- Ucrania: Kyivstar
- Montenegro: Promonte
- Rusia: VimpelCom (Minderheitsbeteiligung)
- Malasia: Digi
- Tailandia: DTAC
- Bangladés: GrameenPhone
- Pakistán: Telenor
- México: Nextel

## Ventas
La participación minoritaria en el proveedor de telefonía móvil austríaco one se vendió el 20 de junio de 2007 a Orange y al inversor británico Mid Europa.

## VoIP
En 1998 Telenor fue una de las primeras empresas que ofreció telefonía IP por medio de su filial Telenor Nextel bajo el nombre de Interfon.
En 1999 Telenor informó de que el interés en la telefonía IP dejaba de ser estratégico. Esto junto con la rápida caída de precios motivaron que se cesara de proveer este servicio en 2002.